# Oxitetraciclina
Oxitetracilina é um antibiótico de largo-espectro de eficácia contra infecções por bactérias gram-positivas e gram-negativas. É uma subtância isolada a partir do actinomiceto Streptomyces rimosus sendo utilizado em uma variedade de condições clínicas.

## História
Foi descoberto pelo Laboratório Pfizer em amostras de solo que continham os actinomicetos Streptomyces rimosus em estudo conduzido por Finlay et al. Em 1953 o bioquímico Robert Burns Woodward estudou a estrutura química da Oxitetraciclina permitindo que a Pfizer produzisse o medicamento em larga escala com o nome comercial de Terramicina. Os estudos de Woodward na descoberta da estrutura química da oxitetraciclina foram importantes para a descoberta de novos antibióticos derivados como a Doxiciclina, um dos antibióticas mais populares da atualidade.

## Indicação
No uso da medicina a oxitetraciclina é utilizada para combater doenças provocadas por bactérias sensíveis à oxitetraciclina.
Oxitetraciclina, assim como outras Tetraciclina, é utilizada para tratar uma variedade de infecções (comuns ou raras) causadas por bactérias. Por suas melhores características de absorção é preferível em relação a outras tetraciclinas para tratar a acne moderadas e severas. Alternativas devem ser pesquisadas caso nenhum resultado seja obtido em 3 meses.
É algumas vezes utilizada para tratar infecções por Espiroquetas e Clostridias. Pode ser administrada para tratar infecções por Anthrax em pacientes sensíveis à Penicilina. Oxitetraciclina é utilizada para tratar doenças respiratórias, do trato urinário, pele, ouvidos, olhos e Gonorreia, muito embora o uso das tetraciclinas tenha sido diminuído para essas doenças devido à resistência desses agentes patógenos para essa classe de medicamentos. O medicamento é particularmente útil quando a paciente é alérgico à Penicilina e/ou Macrólidos. Pode ser utilizada para tratar a Doença dos Legionários substituindo os antibióticos Macrólidos ou Quinolonas.
Oxitetraciclina é especialmente útil no trato de Uretrites não especificadas, Linfogranuloma (LGV), Doença de Lyme, Brucelose, Cólera, Peste, Tifo, Febre recidiva, Tularemia e infecções caudadas por Chlamydia, Mycoplasma e Rickettsia. Doxiciclina é atualmente preferível em relação à oxitetraciclina para a maioria dessas indicações.

## Uso veterinário
Na medicina veterinária a oxitetraticina é utilizada principalmente na avicultura e na criação no gado. Na avicultura é utilizada para tratar doenças causadas por Mycoplasma gallisepticum (doença respiratória crônica das aves), Mycoplasma synoviae, Escherichia coli, Salmonella spp, Haemophillus spp, Clostridium spp. Cepas tolerantes são tratadas com um aumento de dosagem, o que não ocorre com outros antibióticos comumente utilizados. Há estudos para incorporar a oxitetraciclina na cultura de camarões atribuindo benefícios no controle de doenças provocadas por diferentes bactérias tais como Vibrio spp, Pseudomonas spp, Aeromonas spp, Rickettsia spp, Salmonella spp, Pasteurella spp, Escherichia coli, Edwarsiella spp, Chilodoneila spp, Enibacterium pp, Proteus spp, Flexibacter spp (Cytophaga o Chondrococcus), Yersinia spp. Uma das preocupações a respeito do uso da oxitetraciclina em animais destinado ao abate ou à produção de leite (produção de alimentos em geral) visa controlar a presença desse antibiótico nos alimentos destinados ao consumo humano.